# Hibbertia covenyana
Hibbertia covenyana är en tvåhjärtbladig växtart som beskrevs av B.J. Conn. Hibbertia covenyana ingår i släktet Hibbertia och familjen Dilleniaceae. Inga underarter finns listade i Catalogue of Life.